# 横田維業
横田 維業（よこた ゆいのり）は、戦国時代の武将。下野宇都宮氏の家臣。

## 略歴
横田綱邑の次男。横田五兄弟の次兄。
天文18年（1549年）、喜連川五月女坂の戦いで宇都宮尚綱に従い那須高資と戦い満川忠親と立ったまま息絶えていたという。